# Список видов семейства Liocranidae
Список всех описанных видов пауков семейства Liocranidae на 4 декабря 2013 года.

## Agraecina
Agraecina Simon, 1932
- Agraecina canariensis Wunderlich, 1992 — Канарские Острова
- Agraecina cristiani (Georgescu, 1989) — Румыния
- Agraecina hodna Bosmans, 1999 — Алжир, Македония
- Agraecina lineata (Simon, 1878) — от Западного Средиземноморья до Казахстана
- Agraecina rutilia (Simon, 1897) — Сьерра-Леоне

## Agroeca
Agroeca Западнаяring, 1861
- Agroeca agrestis Ponomarev, 2007 — Казахстан
- Agroeca annulipes Simon, 1878 — Испания, Корсика, Сардиния, Марокко, Алжир
- Agroeca bonghwaensis Seo, 2011 — Корея
- Agroeca brunnea (Blackwall, 1833) — Палеарктика
- Agroeca coreana Namkung, 1989 — Россия, Корея, Япония
- Agroeca cuprea Menge, 1873 — Европа до Центральной Азии
- Agroeca debilis O. P.-Cambridge, 1885 — Яркенд
- Agroeca dentigera Kulczynski, 1913 — Европа, Россия
- Agroeca dubiosissima (Strand, 1908) — Перу
- Agroeca flavens O. P.-Cambridge, 1885 — Яркенд
- Agroeca gangotrae Biswas & Roy, 2008 — Индия
- Agroeca guttulata Simon, 1897 — Центральная Азия
- Agroeca inopina O. P.-Cambridge, 1886 — Европа, Алжир
- Agroeca kamurai Hayashi, 1992 — Китай, Япония
- Agroeca kastoni Chamberlin & Ivie, 1944 — США
- Agroeca lusatica (L. Koch, 1875) — Европа до Казахстана
- Agroeca maculata L. Koch, 1879 — Россия, Казахстан
- Agroeca maghrebensis Bosmans, 1999 — Марокко, Алжир, Тунис
- Agroeca makarovae Esyunin, 2008 — Россия
- Agroeca minuta Banks, 1895 — США
- Agroeca mongolica Schenkel, 1936 — Монголия, Китай, Корея
- Agroeca montana Hayashi, 1986 — Китай, Корея, Япония
- Agroeca ornata Banks, 1892 — США, Канада, Аляска, Россия
- Agroeca parva Bosmans, 2011 — Греция
- Agroeca pratensis Emerton, 1890 — США, Канада
- Agroeca proxima (O. P.-Cambridge, 1871) — Европа, Россия, Турция
- Agroeca spinifera Kaston, 1938 — США
- Agroeca trivittata (Keyserling, 1887) — США

## Andromma
Andromma Simon, 1893
- Andromma aethiopicum Simon, 1893 — Эфиопия
- Andromma anochetorum Simon, 1910 — Конго, Восточная Африка
- Andromma bouvieri Fage, 1936 — Кения
- Andromma raffrayi Simon, 1899 — Южная Африка
  - Andromma raffrayi inhacorense Lessert, 1936 — Мозамбик

## Apostenus
Apostenus Западнаяring, 1851
- Apostenus algericus Bosmans, 1999 — Алжир
- Apostenus annulipedes Wunderlich, 1987 — Канарские Острова
- Apostenus annulipes Caporiacco, 1935 — Каракорум
- Apostenus californicus Ubick & Vetter, 2005 — США
- Apostenus ducati Bennett, Copley & Copley, 2013 — США, Канада
- Apostenus fuscus Западнаяring, 1851 — Европа
- Apostenus gomerensis Wunderlich, 1992 — Канарские Острова
- Apostenus grancanariensis Wunderlich, 1992 — Канарские Острова
- Apostenus humilis Simon, 1932 — Португалия, Испания, Франция
- Apostenus maroccanus Bosmans, 1999 — Марокко
- Apostenus ochraceus Hadjissarantos, 1940 — Греция
- Apostenus palmensis Wunderlich, 1992 — Канарские Острова

## Arabelia
Arabelia Bosselaers, 2009
- Arabelia pheidoleicomes Bosselaers, 2009 — Греция

## Argistes
Argistes Simon, 1897
- Argistes africanus Simon, 1910 — Намибия
- Argistes seriatus (Karsch, 1891) — Шри-Ланка
- Argistes velox Simon, 1897 — Шри-Ланка

## Coryssiphus
Coryssiphus Simon, 1903
- Coryssiphus cinerascens Simon, 1903 — Южная Африка
- Coryssiphus praeustus Simon, 1903 — Южная Африка
- Coryssiphus unicolor Simon, 1903 — Южная Африка

## Cteniogaster
Cteniogaster Bosselaers & Jocque, 2013
- Cteniogaster conviva Bosselaers & Jocque, 2013 — Танзания
- Cteniogaster hexomma Bosselaers & Jocque, 2013 — Кения
- Cteniogaster lampropus Bosselaers & Jocque, 2013 — Танзания
- Cteniogaster nana Bosselaers & Jocque, 2013 — Танзания
- Cteniogaster sangarawe Bosselaers & Jocque, 2013 — Танзания
- Cteniogaster taxorchis Bosselaers & Jocque, 2013 — Танзания
- Cteniogaster toxarchus Bosselaers & Jocque, 2013 — Танзания

## Cybaeodes
Cybaeodes Simon, 1878
- Cybaeodes alicatai Platnick & Di Franco, 1992 — Тунис
- Cybaeodes avolensis Platnick & Di Franco, 1992 — Сицилия
- Cybaeodes carusoi Platnick & Di Franco, 1992 — Алжир
- Cybaeodes liocraninus (Simon, 1913) — Испания, Алжир
- Cybaeodes madidus Simon, 1914 — Франция
- Cybaeodes mallorcensis Wunderlich, 2008 — Мальорка
- Cybaeodes marinae Di Franco, 1989 — Италия
- Cybaeodes molara (Roewer, 1960) — Сицилия
- Cybaeodes sardus Platnick & Di Franco, 1992 — Сардиния
- Cybaeodes testaceus Simon, 1878 — Франция, Корсика

## Donuea
Donuea Strand, 1932
- Donuea collustrata Bosselaers & Dierick, 2010 — Мадагаскар
- Donuea decorsei (Simon, 1903) — Мадагаскар

## Hesperocranum
Hesperocranum Ubick & Platnick, 1991
- Hesperocranum rothi Ubick & Platnick, 1991 — США

## Heterochemmis
Heterochemmis F. O. P.-Cambridge, 1900
- Heterochemmis mirabilis (O. P.-Cambridge, 1896) — Мексика
- Heterochemmis mutatus Gertsch & Davis, 1940 — Мексика

## Laudetia
Laudetia Gertsch, 1941
- Laudetia dominicana Gertsch, 1941 — Доминикана
- Laudetia insularis (Petrunkevitch, 1930) — Пуэрто-Рико
- Laudetia portoricensis (Petrunkevitch, 1930) — Пуэрто-Рико

## Liocranoeca
Liocranoeca Wunderlich, 1999
- Liocranoeca emertoni (Kaston, 1938) — США
- Liocranoeca spasskyi Ponomarev, 2007 — Россия
- Liocranoeca striata (Kulczynski, 1882) — Европа, Россия
  - Liocranoeca striata gracilior (Kulczynski, 1898) — Швейцария, Германия, Венгрия

## Liocranum
Liocranum L. Koch, 1866
- Liocranum apertum Denis, 1960 — Франция
- Liocranum concolor Simon, 1878 — Корсика
- Liocranum erythrinum (Pavesi, 1883) — Эфиопия
- Liocranum freibergi Charitonov, 1946 — Узбекистан
- Liocranum giersbergi Kraus, 1955 — Сардиния
- Liocranum inornatum (L. Koch, 1882) — Мальорка
- Liocranum kochi Herman, 1879 — Венгрия
- Liocranum majus Simon, 1878 — Испания
- Liocranum nigritarse L. Koch, 1875 — Эфиопия
- Liocranum ochraceum L. Koch, 1867 — Корфу
- Liocranum perarmatum Kulczynski, 1897 — Словения, Хорватия
- Liocranum pulchrum Thorell, 1881 — Новая Гвинея
- Liocranum remotum Bryant, 1940 — Куба
- Liocranum rupicola (Walckenaer, 1830) — Европа, Россия
- Liocranum segmentatum Simon, 1878 — Франция

## Liparochrysis
Liparochrysis Simon, 1909
- Liparochrysis resplendens Simon, 1909 — Западная Австралия

## Mesiotelus
Mesiotelus Simon, 1897
- Mesiotelus alexandrinus (Simon, 1880) — Египет
- Mesiotelus annulipes (Kulczynski, 1897) — Венгрия, Балканы, Турция
- Mesiotelus cyprius Kulczynski, 1908 — Кипр
- Mesiotelus grancanariensis Wunderlich, 1992 — Португалия, Канарские Острова
- Mesiotelus kulczynskii Charitonov, 1946 — Центральная Азия
- Mesiotelus libanicus (Simon, 1878) — Ливан
- Mesiotelus lubricus (Simon, 1880) — Китай
- Mesiotelus maderianus Kulczynski, 1899 — Мадейра
- Mesiotelus mauritanicus Simon, 1909 — Средиземноморье
- Mesiotelus pococki Caporiacco, 1949 — Кения
- Mesiotelus scopensis Drensky, 1935 — Греция, Болгария, Македония
- Mesiotelus tenellus (Thorell, 1875) — Италия
- Mesiotelus tenuissimus (L. Koch, 1866) — Европа, Северная Африка, Украина, Туркменистан
- Mesiotelus viridis (L. Koch, 1867) — Греция
- Mesiotelus zonsteini Mikhailov, 1986 — Центральная Азия

## Mesobria
Mesobria Simon, 1897
- Mesobria guttata Simon, 1897 — Сент-Винсент

## Neoanagraphis
Neoanagraphis Gertsch & Mulaik, 1936
- Neoanagraphis chamberlini Gertsch & Mulaik, 1936 — США, Мексика
- Neoanagraphis pearcei Gertsch, 1941 — США

## Paratus
Paratus Simon, 1898
- Paratus halabala Zapata & Ramirez, 2010 — Таиланд
- Paratus indicus Marusik, Zheng & Li, 2008 — Индия
- Paratus longlingensis Zhao & Peng, 2013 — Китай
- Paratus reticulatus Simon, 1898 — Шри-Ланка
- Paratus sinensis Marusik, Zheng & Li, 2008 — Китай

## Rhaeboctesis
Rhaeboctesis Simon, 1897
- Rhaeboctesis denotatus Lawrence, 1928 — Ангола, Намибия
- Rhaeboctesis equestris Simon, 1897 — Южная Африка
- Rhaeboctesis exilis Tucker, 1920 — Южная Африка
- Rhaeboctesis matroosbergensis Tucker, 1920 — Южная Африка
- Rhaeboctesis secundus Tucker, 1920 — Южная Африка
- Rhaeboctesis transvaalensis Tucker, 1920 — Южная Африка
- Rhaeboctesis trinotatus Tucker, 1920 — Южная Африка

## Sagana
Sagana Thorell, 1875
- Sagana rutilans Thorell, 1875 — Европа до Грузия

## Scotina
Scotina Menge, 1873
- Scotina celans (Blackwall, 1841) — Европа, Алжир, Россия
- Scotina gracilipes (Blackwall, 1859) — Европа
- Scotina occulta Kritscher, 1996 — Мальта
- Scotina palliardii (L. Koch, 1881) — Европа, Россия, Корея

## Sphingius
Sphingius Thorell, 1890
- Sphingius barkudensis Gravely, 1931 — Бангладеш, Индия
- Sphingius bifurcatus Dankittipakul, Tavano & Singtripop, 2011 — Таиланд, Малайзия
- Sphingius bilineatus Simon, 1906 — Индия
- Sphingius caniceps Simon, 1906 — Индия
- Sphingius deelemanae Zhang & Fu, 2010 — Китай
- Sphingius elongatus Dankittipakul, Tavano & Singtripop, 2011 — Таиланд
- Sphingius gothicus Deeleman-Reinhold, 2001 — Таиланд
- Sphingius gracilis (Thorell, 1895) — Китай, Мьянма
- Sphingius hainan Zhang, Fu & Zhu, 2009 — Китай
- Sphingius kambakamensis Gravely, 1931 — Индия
- Sphingius longipes Gravely, 1931 — Индия
- Sphingius nilgiriensis Gravely, 1931 — Индия
- Sphingius octomaculatus Deeleman-Reinhold, 2001 — Таиланд
- Sphingius paltaensis Biswas & Biswas, 1992 — Индия
- Sphingius penicillus Deeleman-Reinhold, 2001 — Таиланд
- Sphingius prolixus Dankittipakul, Tavano & Singtripop, 2011 — Таиланд
- Sphingius punctatus Deeleman-Reinhold, 2001 — от Таиланда до Малых Зондских островов
- Sphingius rama Dankittipakul, Tavano & Singtripop, 2011 — Таиланд
- Sphingius scrobiculatus Thorell, 1897 — Китай, Тайвань, Мьянма, Таиланд
- Sphingius scutatus Simon, 1897 — Шри-Ланка
- Sphingius songi Deeleman-Reinhold, 2001 — Таиланд
- Sphingius spinosus Dankittipakul, Tavano & Singtripop, 2011 — Таиланд, Малайзия, Суматра
- Sphingius superbus Dankittipakul, Tavano & Singtripop, 2011 — Таиланд, Малайзия
- Sphingius thecatus Thorell, 1890 — Малайзия
- Sphingius tristiculus Simon, 1903 — Вьетнам
- Sphingius vivax (Thorell, 1897) — Мьянма, Таиланд, Вьетнам, Малайзия, Филиппины
- Sphingius zhangi Zhang, Fu & Zhu, 2009 — Китай

## Sudharmia
Sudharmia Deeleman-Reinhold, 2001
- Sudharmia beroni Deeleman-Reinhold, 2001 — Суматра
- Sudharmia pongorum Deeleman-Reinhold, 2001 — Суматра
- Sudharmia tridenticula Dankittipakul & Deeleman-Reinhold, 2012 — Суматра

## Toxoniella
Toxoniella Warui & Jocque, 2002
- Toxoniella rogoae Warui & Jocque, 2002 — Кения
- Toxoniella taitensis Warui & Jocque, 2002 — Кения

## Vankeeria
Vankeeria Bosselaers, 2012
- Vankeeria catoptronifera Bosselaers, 2012 — Греция